# Silkroad Online
A Silkroad Online (koreaiul: 실크로드 온라인, magyarul: selyemút) egy koreai fejlesztésű fantasy MMORPG, amely az egykor Európát és a Távol-Keletet összekötő selyemútról szól. A játék története a Kr. u. 7. században, a középkorban játszódik. Az alapjáték teljesen ingyenes, ám a különféle pluszszolgáltatásokért, előnyökért fizetni kell. Jelenlegi, legújabb változata a Legend Ⅷ Mysterious Temple of Jupiter. Az összes International Silkroad Online szerver ezzel működik. Egy időben ez a játék volt a legnépszerűbb ingyenes MMORPG Magyarországon.

## Játékmenet
A játék elején meg kell adnunk, hogy Európában vagy Kínában szeretnénk-e kezdeni. Ettől a kezdőponttól függően választhatunk karaktert és mesterséget, amitől függően alakulnak a tanulható képességek és használható felszerelések. A Silkroad Online az úgynevezett „háromszöges konfliktusrendszer”re épül, amelynek lényege, hogy a játékosok három kaszt közül választhatnak: tolvaj, vadász és kereskedő. A kereskedők sikeres utak lebonyolításával léphetnek előre, a tolvajok a kereskedők kifosztása által, míg a vadászok feladata megvédeni az áruszállítókat és karavánjaikat, hogy célba érhessenek. A tolvajok ezen kívül felszedhetik még a kereskedők által elejtett javakat is, amelyeket a tolvajbarlangban pénzre cserélhetnek. Mindazonáltal a Silkroad Online játszható választott kaszt nélkül is. A program rendelkezik még erőd foglalási játékkal (Fortress War), CTF (zászlószerzés)-, PvP- (játékos játékos ellen), illetve Aréna móddal is. A legális üzleti megoldásokat személyes piac (Stall) illetve kereskedőház (Consignment) jelentik. Utóbbi használatával az eladni kívánt cikk értékesítéséhez nem szükséges a játékba bejelentkezve maradni.
A Silkroad Online standard feladatai általában egysíkúak, mindegyik egy adott számú ellenfél leölésére vagy A pontból B pontba jutásra vezethető le. Emiatt az alap játékmenet közepes szinten már meglehetősen monoton. Fejlődési rendszerének egyik alappillére a tapasztalati pontokat osztó party játékmód, ahol maximum 8 játékos kezd az ellenfelek leölésébe, egymáshoz közel és egymást támogatva: az ekkor megjelenő speciális ellenfelek többszörös életerővel és sebzéssel rendelkeznek, cserébe többszörös tapasztalati pontot adnak az összes játékos között elosztva. Másik party módja az un. "Long Time Party" ahol maximum 4 játékos kapcsolódik össze, egymástól akár kontinensnyi távolságra. Ekkor standard ellenfelek születnek, melyek leöléséért 5%-kal jár több az alap verziónál. Fontos, hogy ekkor csak az kap pontot, aki támad és öl, ez esetben nincs pontelosztás. Ez a mód tehát nem használható új játékos gyors szintnövelésére (Powerleveling, PLVL), az LTP az egyedül küzdő BOT játékosok egyik kedvelt játékformája.
Az eredeti szervereken bizonyos szint elérése után extrém módon lassul a szintlépés, ezért a türelmetlen játékosok sokszor nem támogatott privát szervereket használnak. Ezeken a szervereken a játék más verzióit használják, átdolgozott kliensekkel: itt eltérhetnek a karakterek, térképek és a játék szabályai egymástól. A privát szervereken jellemzően gyorsabb a fejlődés, több pénzt és felszerelést lehet adott idő alatt megszerezni.
Az eredeti játék népszerűségének vesztésében komoly szerepet játszottak a tömegesen megtűrt bot használók - ezek között kiemelve az arany gyűjtésére (és valós pénzért történő eladására) szakosodott robotokat -, illetve a felmerülő biztonsági problémák. Ezek megoldására új bejelentkezési módszert, új aranyszerzési módot eszközölt a fejlesztő (71-es szintig gépi ellenféltől nem szerezhető arany), illetve a közepes szintig fejlődési szintekért cserébe ingyenesen szerezhető a felszerelés (ruha, fegyver, ékszer). Jelenleg a néhai 45 hivatalos szerverből összevont 13 szerver működik, erős terhelés mellett. A játékba való bejutást megnehezíti, hogy amíg a szerverek tele vannak, játékosok százai várnak arra, hogy sikeresen be tudjanak lépni. Ennek megfelelően akár több órát is várnunk kell, mire tudunk játszani, ez pedig számos emberben felháborodást okozott. Emellett igazi pénzért cserébe tudunk vásárolni egy olyan tárgyat, amellyel a virtuális sort megkerülve, azonnal be tudunk lépni a játékba, ezzel megkerülve az akár 5-6 órás sorban állást. Jelenleg a maximum fejlettségi szint 120.